# 泰山大窠坑新築道路記念碑
25°03′23″N 121°24′17″E / 25.0564497632829°N 121.404813224306°E
泰山大窠坑新築道路記念碑，位於新北市泰山區大科市民活動中心旁，為（日昭和年間）大窠坑新築道路「記念碑」乃見證日治時期泰山地區通往林口台地的交通建設發展歷史。於2009年（民國98年）7月6日公告為臺北縣縣定古蹟，現為新北市市定古蹟。

## 規格
記念碑正面由台北州知事片山三郎題「記念碑」三大字，蒼勁有力；背後碑文是由文學家、名書家駱香林撰文，書法家林希元（學周）書寫。